# 213-as busz (Budapest)
A budapesti 213-as jelzésű autóbusz a XI. kerületi Móricz Zsigmond körtér és a XXII. kerületi Donát-hegy között közlekedik. A vonalat az ArrivaBus üzemelteti.

## Története
A járat a 2008-as paraméterkönyv bevezetésekor jött létre, a Kosztolányi Dezső tér és a XXII. kerületi Baross Gábor-telep, Török utca között. 2011. december 1-jétől a buszcsalád a 973-as busz Budafok kocsiszín nevű megállójában is megáll. Az M4-es metróvonal átadása után a Fehérvári út és a Tétényi út között a Kondorosi úton át közlekedik.
2016. június 4-én meghosszabbították a Móricz Zsigmond körtérig.
2022. augusztus 13-tól a Szent Imre Kórház megközelíthetőségének javítása érdekében visszahelyezték a Fehérvári útra, amiről a járat ismét az Etele úton keresztül éri el a Tétényi utat.
2018. június 30-ától hétvégente és ünnepnapokon, valamint 2024. február 5-étől este 20 óra után az autóbuszokra kizárólag az első ajtón lehet felszállni, ahol a járművezető ellenőrzi az utazási jogosultságot.

## Útvonala
| Donát-hegy felé |
| Móricz Zsigmond körtér M vá. – Bartók Béla út – Tétényi út – Kondorosi út – Fehérvári út – felüljáró – Leányka utca – Savoyai Jenő tér – Kossuth Lajos utca – Nagytétényi út – Minta utca – Dózsa György út – Damjanich utca – Botond utca – Bartók Béla út – Mátyás király utca mh.        |
| Móricz Zsigmond körtér felé |
| Mátyás király utca mh. – Bartók Béla út – Török utca – Dózsa György út – Minta utca – Nagytétényi út – Mária Terézia utca – Savoyai Jenő tér – Leányka utca – felüljáró – Fehérvári út – Kondorosi út – Tétényi út – Bartók Béla út – Móricz Zsigmond körtér – Móricz Zsigmond körtér M vá. |

## Megállóhelyei
| 0  | Móricz Zsigmond körtér M végállomás   | 72 | 7, 27, 33, 33A, 58, 114, 214, 240 6, 17, 19, 41, 47, 48, 49, 56, 56A, 61                                                      |
| 2  | Kosztolányi Dezső tér                 | 70 | 7, 53, 58, 114, 150, 150B, 153, 154, 212, 212A, 212B, 214, 240 19, 49                                                         |
| 4  | Karolina út                           | 68 | 7, 58, 114, 153, 214 19, 49                                                                                                   |
| 5  | Szent Imre Kórház                     | 67 | 7, 58, 114, 153, 214 |
| 6  | Tétényi út 30.                        | 66 | 7, 58, 114, 153, 214 |
| 7  | Bikás park M                          | 65 | 1 7, 58, 114, 153, 214 689, 691                                                                                               |
| 8  | Etele út / Fehérvári út               | 63 | 1, 17, 41, 47, 48, 56 689, 691                                                                                                |
| 8  | Kalotaszeg utca                       | 61 | 17, 41, 47, 48, 56 |
| 10 | Andor utca                            | 61 | 17, 41, 47, 48, 56 |
| 11 | Albertfalva kitérő                    | 60 | 17, 41, 47, 48, 56 |
| 13 | Albertfalva utca                      | 59 | 17, 41, 47, 48, 56 114, 214                                                                                                   |
| 14 | Fonyód utca                           | 58 | 17, 41, 47, 48, 56 114, 214                                                                                                   |
| 16 | Budafok kocsiszín                     | 57 | 7, 58, 114, 214 17, 41, 47, 48, 56 S30 G30 S34 S35 S36 (Albertfalva megállóhely)                                              |
| 18 | Leányka utcai lakótelep               | 55 | 47, 56 33, 58, 114, 133E, 141, 158, 214, 250, 251                                                                             |
| 19 | Savoyai Jenő tér                      | 54 | 47, 56 33, 58, 114, 133E, 141, 158, 214, 250, 250B, 251, 251A, 251E                                                           |
| 20 | Városház tér                          | 53 | 47, 56 33, 58, 114, 133E, 141, 158, 214, 250, 250B, 251, 251A, 251E S30 G30 S34 S35 S36 S40 S42 G43 G44 (Budafok megállóhely) |
| 21 | Tóth József utca                      | 51 | 33, 58, 114, 141, 158, 214, 250, 250B                                                                                         |
| 23 | Vágóhíd utca                          | 49 | 33, 114, 214 |
| 24 | Háros vasútállomás                    | 48 | 33, 114, 133E, 214 S40 S42 |
| 25 | Háros utca                            | 47 | 33, 114, 133E, 214 |
| 26 | Jókai Mór utca                        | 45 | 33, 114, 133E, 138, 150, 150B, 214                                                                                            |
| 28 | Lépcsős utca                          | 43 | 33, 114, 133E, 138, 150, 150B, 214 705 1120                                                                                   |
| 30 | Budatétény vasútállomás (Növény utca) | 42 | 13, 13A, 33, 88, 101E, 113, 113A, 114, 133E, 214, 287 700 S40 S42 G43 G44 (Budatétény megállóhely)                            |
| 30 | Rózsakert utca / Minta utca           | 41 | 13, 13A, 88, 101B, 101E, 113, 113A, 114, 214, 287                                                                             |
| 31 | I. utca                               | 41 | 13, 13A, 88, 101B, 113, 113A, 214, 287                                                                                        |
| 31 | Tátra utca                            | 40 | 101B, 214, 287 |
| 32 | Szent László utca                     | 39 | 101B, 114, 214, 287 |
| 32 | Botond utca                           | ∫  | |
| ∫  | Bem tábornok utca                     | 38 | 114, 214, 287 |
| ∫  | XIII. utca / Dózsa György út          | 37 | 114, 214, 287 |
| ∫  | Török utca                            | 36 | 287 |
| ∫  | Dukát utca                            | 35 | |
| ∫  | Görgey utca                           | 34 | |
| 34 | Mátyás király utca                    | 34 | 13, 13A, 88, 113, 113A |